# Duarte Nunes
Duarte Nunes O.P. (antes de 1489 - 1528) foi um prelado português, o primeiro bispo enviado à Índia Portuguesa.
Era natural de Azeitão e, em 1489, deu entrada no Convento Dominicano de Santarém. Pela bula Cum sicut majestas, de 29 de março de 1500, conferia ao rei de Portugal o direito de nomear um comissário apostólico com poder ordinário na cidade e nos lugares descobertos pelos portugueses desde o Cabo da Boa Esperança até à Índia.
Assim, foi sagrado bispo-titular de Laodiceia, por nomeação de Dom Manuel I de Portugal, em cerca de 1510. Em 1520, foi enviado a Goa, para realizar missão religiosa e cuidar do governo pastoral da recém tomada praça.
Em 1527, retorna ao reino, onde vem a falecer no ano seguinte.